# Diócesis de Bragança Paulista
La diócesis de Bragança Paulista (en latín: Dioecesis Brigantien(sis) in Brasilia y en portugués: Diocese de Bragança Paulista) es una circunscripción eclesiástica latina de la Iglesia católica en Brasil, sufragánea de la arquidiócesis de Campinas. La diócesis tiene al obispo Sérgio Aparecido Colombo como su ordinario desde el 16 de septiembre de 2009. 

## Territorio y organización

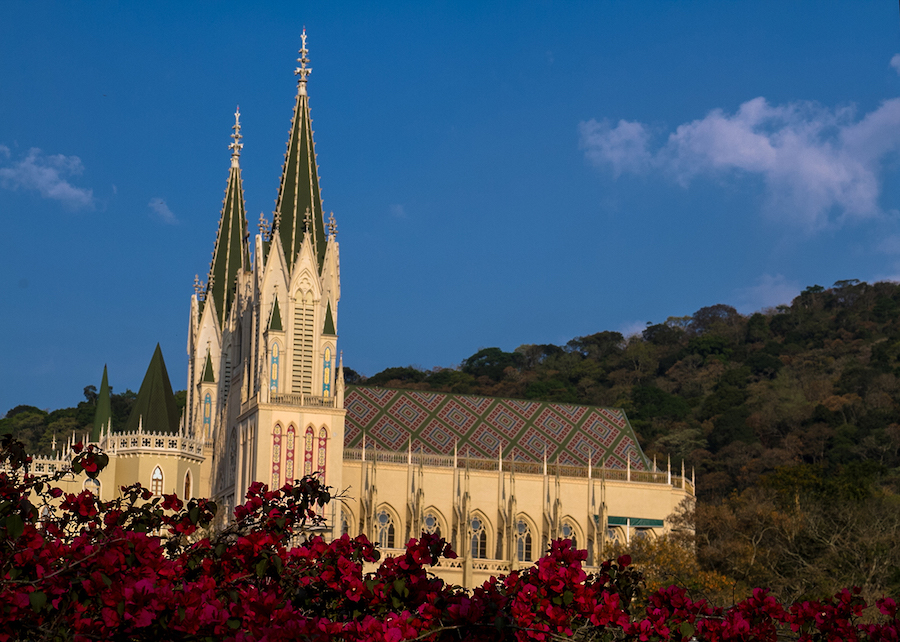
Basílica de Nuestra Señora del Rosario, en Caieiras

La diócesis tiene 4493 km² y extiende su jurisdicción sobre los fieles católicos de rito latino residentes en 18 municipios del estado de São Paulo: Bragança Paulista, Atibaia, Bom Jesus dos Perdões, Caieiras, Francisco Morato, Franco da Rocha, Itatiba, Jarinu, Joanópolis, Mairiporã, Morungaba, Nazaré Paulista, Pedra Bela, Pinhalzinho, Piracaia, Socorro, Tuiuti y Vargem.
La sede de la diócesis se encuentra en la ciudad de Bragança Paulista, en donde se halla la Catedral de la Inmaculada Concepción. En Caieiras se encuentra la basílica de Nuestra Señora del Rosario y en Itatiba la basílica de Nuestra Señora de Belén.
En 2018 en la diócesis existían 62 parroquias agrupadas en 7 regiones pastorales: Bragança Paulista, Atibaia, Itatiba, Socorro, Caieiras, Francisco Morato y Piracaia.

## Historia
La diócesis fue erigida el 24 de julio de 1925 con la bula Ad sacram Petri sedem del papa Pío XI, obteniendo el territorio de la diócesis de Campinas (hoy arquidiócesis) y de la arquidiócesis de San Pablo, de la que originalmente era sufragánea.
El 19 de abril de 1958 pasó a formar parte de la provincia eclesiástica de la arquidiócesis de Campinas.
En 1965 se demolió la primera catedral de la diócesis, que había sido construida en 1920 en el sitio de la primera iglesia de la ciudad erigida en 1764 y demolida en 1919. En su lugar se construyó la actual catedral, solemnemente consagrada el 8 de diciembre de 1977.

## Estadísticas
De acuerdo al Anuario Pontificio 2019 la diócesis tenía a fines de 2018 un total de 873 040 fieles bautizados.
| Año                                                                             | Población            | Población | Población      | Sacerdotes | Sacerdotes    | Sacerdotes    | Bautizados por sacerdote | Diáconos permanentes | Religiosos | Religiosos | Parroquias |
| Año                                                                             | Bautizados católicos | Total     | % de católicos | Total      | Clero secular | Clero regular | Bautizados por sacerdote | Diáconos permanentes | Varones    | Mujeres    | Parroquias |
| ------------------------------------------------------------------------------- | -------------------- | --------- | -------------- | ---------- | ------------- | ------------- | ------------------------ | -------------------- | ---------- | ---------- | ---------- |
| 1959                                                                            | 190 000              | 200 000   | 95.0           | 37         | 20            | 17            | 5135                     |                      | 10         | 85         | 17         |
| 1962                                                                            | 219 469              | 219 469   | 100.0          | 35         | 21            | 14            | 6270                     |                      |            | 10         | 19         |
| 1970                                                                            | 199 581              | 199 581   | 100.0          | 32         | 22            | 10            | 6236                     |                      | 10         | 80         | 20         |
| 1976                                                                            | 240 000              | 300 000   | 80.0           | 40         | 29            | 11            | 6000                     |                      | 11         | 109        | 22         |
| 1990                                                                            | 417 000              | 463 000   | 90.1           | 60         | 42            | 18            | 6950                     |                      | 20         | 140        | 35         |
| 1999                                                                            | 760 000              | 965 000   | 78.8           | 69         | 53            | 16            | 11 014                   | 1                    | 20         | 155        | 43         |
| 2000                                                                            | 770 000              | 978 000   | 78.7           | 71         | 54            | 17            | 10 845                   | 1                    | 21         | 155        | 43         |
| 2001                                                                            | 750 000              | 1 000     | 75.0           | 68         | 51            | 17            | 11 029                   | 1                    | 22         | 155        | 43         |
| 2002                                                                            | 750 000              | 1 000     | 75.0           | 71         | 51            | 20            | 10 563                   | 1                    | 25         | 155        | 43         |
| 2003                                                                            | 750 000              | 1 000     | 75.0           | 74         | 53            | 21            | 10 135                   | 1                    | 26         | 151        | 44         |
| 2004                                                                            | 750 000              | 1 000     | 75.0           | 65         | 51            | 14            | 11 538                   | 1                    | 20         | 150        | 44         |
| 2006                                                                            | 770 000              | 1 026 000 | 75.0           | 72         | 52            | 20            | 10 694                   | 1                    | 25         | 151        | 48         |
| 2012                                                                            | 831 000              | 1 138 000 | 73.0           | 110        | 75            | 35            | 7554                     | 3                    | 136        | 224        | 54         |
| 2015                                                                            | 852 000              | 1 166 000 | 73.1           | 134        | 79            | 55            | 6358                     | 4                    | 158        | 279        | 59         |
| 2018                                                                            | 873 040              | 1 128 465 | 77.4           | 154        | 85            | 69            | 5669                     | 4                    | 172        | 176        | 62         |
| Fuente: Catholic-Hierarchy, que a su vez toma los datos del Anuario Pontificio. |                      |           |                |            |               |               |                          |                      |            |            |            |

## Episcopologio
- José Maurício da Rocha † (4 de febrero de 1927-24 de noviembre de 1969 falleció)
- José Lafayette Ferreira Álvares † (1 de febrero de 1971-10 de noviembre de 1976 renunció)
- Antônio Pedro Misiara † (27 de octubre de 1976-17 de mayo de 1995 renunció)
- Bruno Gamberini † (17 de mayo de 1995-2 de junio de 2004 nombrado arzobispo de Campinas)
- José Maria Pinheiro (9 de marzo de 2005-16 de septiembre de 2009 retirado)
- Sérgio Aparecido Colombo, desde el 16 de septiembre de 2009